# District de Changshou
Le district de Changshou (长寿区 ; pinyin : Chángshòu Qū) est une subdivision de la municipalité de Chongqing en Chine.

## Géographie
Sa superficie est de 1 423,62 km².

## Démographie
La population du district était de 880 838 habitants en 1999, et de 874 949 en 2004, pour une densité de 614,55 au km² .

### Sources
- Géographie : (zh) Page descriptive (Phoer.net)